# Canthigaster tyleri
Espèce
Statut de conservation UICN

 LC  : Préoccupation mineure
Canthigaster tyleri, communément nommé canthigaster de Tyler, est une espèce de poissons osseux de la famille des Caesionidés.

## Description
Le canthigaster de Tyler possède un corps d'allure globulaire tout en étant compressé latéralement. C'est un poisson de petite taille pouvant atteindre un maximum de 9 cm de long. Son museau est allongé et terminé par une petite bouche. La teinte de fond de la robe est blanchâtre, les flancs sont parsemés de points rougeâtres, le dos est jaune à vert sur lequel se dessine un réseau de lignes bleues et ce du nez au pédoncule caudal avec une organisation en lignes parallèles sur le dessus du museau. Un cercle blanc non fermé sur sa partie supérieure entoure l’œil. Le ventre est blanc et les nageoires sont translucides.

## Distribution et habitat
Canthigaster tyleri a une aire de distribution qui se limite principalement aux îles de l'Océan Indien soit toutes les îles et archipels compris entre la partie occidentale de l'Indonésie jusqu'en Tanzanie où l'espèce a été également reportée,. Il affectionne les récifs et les lagons où il a la possibilité d'aisément se cacher dans les trous et autres anfractuosités, il a un comportement assez farouche. Il se rencontre jusqu'à 40 m de profondeur.

## Biologie
Le régime alimentaire de Canthigaster tyleri est essentiellement composé de diverses algues, éponges et autres petits invertébrés. Comme beaucoup de leurs congénères appartenant à la famille des tetraodontidés, les canthigasters sont toxiques. C'est-à-dire que leur organisme aurait la capacité de générer à partir de son alimentation une puissante toxine, la tétrodotoxine, et de la stocker dans la peau et certains viscères. La tétrodotoxine est une puissante substance neurotoxique dont les symptômes sont graves et peuvent conduire à la mort par paralysie respiratoire.

## Étymologie
Son nom spécifique, tyleri, lui a été donné en l'honneur du Dr. James C. Tyler qui a fourni le premier spécimen étudié (désormais considéré comme paratype de l'espèce).

## Publication originale
- Allen & Randall, 1977 : Review of the sharpnose pufferfishes (subfamily Canthigasterinae) of the Indo-Pacific. Records of the Australian Museum, vol. 30, n. 17, p. 475-517[5] (texte intégral) (en) [PDF].